# Zhang Xuelei
Pour les articles homonymes, voir Zhang.
Dans ce nom, le nom de famille, Zhang, précède le nom personnel.
Zhang Xuelei (en chinois : 張 學雷), né le 13 mai 1963 à Shenyang (Liaoning, Chine) et mort le 21 juin 2024 à Taïpei (Taïwan), est un joueur chinois de basket-ball naturalisé singapourien depuis 1995. 